# Reichendorf
Reichendorf is een plaats en een voormalige gemeente in de Oostenrijkse deelstaat Stiermarken. Het is een ortschaft van Pischelsdorf am Kulm, dat deel uitmaakt van het district Weiz.
De gemeente Reichendorf telde in 2013 629 inwoners. In 2015 ging ze bij een herindeling, tegelijkertijd met Kulm bei Weiz en Pischelsdorf in der Steiermark, op in de nieuwe gemeente Pischelsdorf am Kulm.
Albersdorf-Prebuch
· Anger
· Birkfeld
· Fischbach
· Fladnitz an der Teichalm
· Floing
· Gasen
· Gersdorf an der Feistritz
· Gleisdorf
· Gutenberg
· Hofstätten an der Raab
· Ilztal
· Ludersdorf-Wilfersdorf
· Markt Hartmannsdorf
· Miesenbach bei Birkfeld
· Mitterdorf an der Raab
· Mortantsch
· Naas
· Passail
· Pischelsdorf am Kulm
· Puch bei Weiz
· Ratten
· Rettenegg
· Sankt Kathrein am Hauenstein
· Sankt Kathrein am Offenegg
· Sankt Margarethen an der Raab
· Sankt Ruprecht an der Raab
· Sinabelkirchen
· Strallegg
· Thannhausen
· Weiz